# Parafia Niepokalanego Poczęcia Najświętszej Maryi Panny w Wierzbięcinie
Parafia pw. Niepokalanego Poczęcia Najświętszej Maryi Panny w Wierzbięcinie – parafia rzymskokatolicka, należąca do dekanatu Nowogard, archidiecezji szczecińsko-kamieńskiej, metropolii szczecińsko-kamieńskiej. W parafii posługują księża archidiecezjalni. Według stanu na wrzesień 2018 proboszczem parafii był ks. Andrzej Wąsik.

## Miejsca święte

### Kościół parafialny
Kościół Niepokalanego Poczęcia Najświętszej Maryi Panny w Wierzbięcinie

### Kościoły filialne i kaplice
- Kościół św. Trójcy w Bieniczkach[1]
- Kościół Zwiastowania Najświętszej Maryi Panny w Ostrzycy[1]
- Kościół Matki Bożej Królowej Polski w Słajsinie[1]